# Rally di Gran Bretagna 2012
Il Rally di Gran Bretagna, che si è svolto dal 14 al 16 settembre, è stata la 68ª edizione della gara e la decima prova della competizione mondiale 2012. Ha visto la vittoria del finlandese Jari-Matti Latvala su Ford Fiesta RS WRC.

## Risultati

### Classifica
| Pos.     | Pilota               | Co-pilota            | Auto                    | Tempo     | Distacco | Punti    |
| Generale | Generale             | Generale             | Generale                | Generale  | Generale | Generale |
| -------- | -------------------- | -------------------- | ----------------------- | --------- | -------- | -------- |
| 1.       | Jari-Matti Latvala   | Mikka Antilla        | Ford Fiesta RS WRC      | 3:03:40.3 | 0.000    | 26       |
| 2.       | Sébastien Loeb       | Daniel Elena         | Citroën DS3 WRC         | 3:04:08.1 | 27.8     | 20       |
| 3.       | Petter Solberg       | Chris Pattersson     | Ford Fiesta RS WRC      | 3:04:09.0 | 28.7     | 15       |
| 4.       | Mads Østberg         | Jonas Andersson      | Ford Fiesta RS WRC      | 3:04:50.9 | 1:10.6   | 12       |
| 5.       | Mikko Hirvonen       | Jarmo Lehtinen       | Citroën DS3 WRC         | 3:05:09.8 | 1:29.5   | 13       |
| 6.       | Evgeny Novikov       | Ilka Minor           | Ford Fiesta RS WRC      | 3:07:17.3 | 3:37.0   | 8        |
| 7.       | Thierry Neuville     | Nicolas Gilsoul      | Citroën DS3 WRC         | 3:07:52.2 | 4:11.9   | 6        |
| 8.       | Matthew Wilson       | Scott Martin         | Ford Fiesta RS WRC      | 3:09:40.7 | 6:00.4   | 4        |
| 9.       | Martin Prokop        | Zdenek Hruza         | Ford Fiesta RS WRC      | 3:10.39.2 | 6:58.9   | 2        |
| 10.      | Nasser Al-Attiyah    | Giovanni Bernacchini | Citroën DS3 WRC         | 3:13:12.4 | 9:32.1   | 1        |
| SWRC     |                      |                      |                         |           |          |          |
| 1. (13.) | Craig Breen          | Paul Nagle           | Ford Fiesta S2000       | 3:18:22.9 | 0.000    | 25       |
| 2. (14.) | Tom Cave             | Craig Parry          | Proton Satria Neo S2000 | 3:21:00.7 | 2:37.8   | 18       |
| 3. (16.) | Yazeed Al-Rajhi      | Michael Orr          | Ford Fiesta S2000       | 3:22:53.7 | 4:30.8   | 15       |
| 4. (17.) | Maciej Oleksowicz    | Andrzej Obrebowski   | Ford Fiesta S2000       | 3:26.38.8 | 8:15.9   | 12       |
| 5. (23.) | Alastair Fischer     | Daniel Barritt       | Ford Fiesta S2000       | 3:37:14.4 | 18:51.5  | 10       |
| 6. (24.) | Per-Gunnar Andersson | Emil Axelsson        | Proton Satria Neo S2000 | 3:37:51.1 | 19:28.2  | 8        |

### Prove speciali
| Frazione            | Prova | Ora   | Nome                          | Lunghezza | Vincitore          | Tempo   | V.media     | Leader del rally   |
| ------------------- | ----- | ----- | ----------------------------- | --------- | ------------------ | ------- | ----------- | ------------------ |
| Frazione 1 (14 Set) | SS1   | 8:13  | Dyfnant 1                     | 20.48 km  | Petter Solberg     | 11:53.5 | 103.33 km/h | Petter Solberg     |
| Frazione 1 (14 Set) | SS2   | 9:38  | Hafren Sweet Lamb 1           | 24.87 km  | Petter Solberg     | 14:46.2 | 101.03 km/h | Petter Solberg     |
| Frazione 1 (14 Set) | SS3   | 10:19 | Myherin 1                     | 27.88 km  | Jari-Matti Latvala | 15:55.1 | 105.09 km/h | Jari-Matti Latvala |
| Frazione 1 (14 Set) | SS4   | 13:13 | Dyfnant 2                     | 20.48 km  | Jari-Matti Latvala | 11:45.9 | 104.45 km/h | Jari-Matti Latvala |
| Frazione 1 (14 Set) | SS5   | 14:38 | Hafren Sweet Lamb 2           | 24.87 km  | Jari-Matti Latvala | 14:44.9 | 101.18 km/h | Jari-Matti Latvala |
| Frazione 1 (14 Set) | SS6   | 15:19 | Myherin 2                     | 27.88 km  | Jari-Matti Latvala | 15:55.7 | 105.02 km/h | Jari-Matti Latvala |
| Frazione 2 (15 Set) | SS7   | 9:02  | Crychan 1                     | 19.50 km  | Mads Østberg       | 10:38.1 | 110.01 km/h | Jari-Matti Latvala |
| Frazione 2 (15 Set) | SS8   | 9:40  | Epynt 1                       | 8.31 km   | Sébastien Loeb     | 4:31.3  | 110.27 km/h | Jari-Matti Latvala |
| Frazione 2 (15 Set) | SS9   | 10:06 | Halfway 1                     | 18.35 km  | Jari-Matti Latvala | 10:33.7 | 104.24 km/h | Jari-Matti Latvala |
| Frazione 2 (15 Set) | SS10  | 15:17 | Crychan 2                     | 19.50 km  | Petter Solberg     | 10:27.9 | 111.80 km/h | Jari-Matti Latvala |
| Frazione 2 (15 Set) | SS11  | 15:55 | Epynt 2                       | 8.31 km   | Jari-Matti Latvala | 4:28.5  | 111.42 km/h | Jari-Matti Latvala |
| Frazione 2 (15 Set) | SS12  | 16:21 | Halfway 2                     | 18.35 km  | Petter Solberg     | 10:30.4 | 104.79 km/h | Jari-Matti Latvala |
| Frazione 2 (15 Set) | SS13  | 18:30 | Celtic Manor                  | 3.04 km   | Jari-Matti Latvala | 1:46.9  | 102.38 km/h | Jari-Matti Latvala |
| Frazione 3 (16 Set) | SS14  | 7:18  | Port Talbot 1                 | 17.35 km  | Sébastien Loeb     | 9:15.9  | 112.21 km/h | Jari-Matti Latvala |
| Frazione 3 (16 Set) | SS15  | 8:16  | Rheola 1                      | 8.87 km   | Sébastien Loeb     | 4:42.0  | 113.14 km/h | Jari-Matti Latvala |
| Frazione 3 (16 Set) | SS16  | 8:34  | Walters Arena 1               | 15.33 km  | Jari-Matti Latvala | 8:49.3  | 104.15 km/h | Jari-Matti Latvala |
| Frazione 3 (16 Set) | SS17  | 12:07 | Port Talbot 2                 | 17.35 km  | Petter Solberg     | 9:07.1  | 114.09 km/h | Jari-Matti Latvala |
| Frazione 3 (16 Set) | SS18  | 13:05 | Rheola 2                      | 8.87 km   | Sébastien Loeb     | 4:40.1  | 114.01 km/h | Jari-Matti Latvala |
| Frazione 3 (16 Set) | SS19  | 13:23 | Walters Arena 2 (Power stage) | 15.33 km  | Mikko Hirvonen     | 8:51.4  | 103.51 km/h | Jari-Matti Latvala |

### Power stage
| Pos. | # | Pilota             | Co-pilota      | Auto               | Classe | Tempo  | Distacco | V.media     | Punti |
| ---- | - | ------------------ | -------------- | ------------------ | ------ | ------ | -------- | ----------- | ----- |
| 1    | 2 | Mikko Hirvonen     | Jarmo Lehtinen | Citroën DS3 WRC    | WRC    | 8:51.4 | 0.000    | 103.51 km/h | 3     |
| 2    | 1 | Sébastien Loeb     | Daniel Elena   | Citroën DS3 WRC    | WRC    | 8:52.6 | 1.2      | 103.37 km/h | 2     |
| 3    | 3 | Jari-Matti Latvala | Mikka Antilla  | Ford Fiesta RS WRC | WRC    | 8:52.9 | 1.5      | 103.33 km/h | 1     |